# Семья Буссардель
«Семья Буссардель» (фр. Famille Boussardel) — роман Филиппа Эриа, опубликованный в 1944 году издательством «Галлимар». Хронологически является первым романом цикла о Буссарделях, согласно порядку написания — вторым (роман «Испорченные дети» был написан в 1939 году). Действие романа происходит во Франции (преимущественно в Париже) с 1815 по 1914 год и охватывает четыре поколения семьи Буссардель.

## Сюжет
В 1815 году Флоран Буссардель, сын таможенного чиновника, вернулся домой после службы в Национальной гвардии и устроился в контору биржевого маклера. У Флорана к тому моменту было две дочери: Аделина и Жюли, а вскоре родились два сына-близнеца — Фердинанд и Луи, при рождении которых умерла его жена Лидия. Через некоторое время компаньона Флорана посадили в тюрьму за коррупцию, и Флоран стал единственным хозяином конторы.
В 1826 году Флоран планировал выдать Аделину замуж за Феликса Миньона, однако тот влюбился в Жюли и женился на ней. Аделина так и не вышла замуж до конца жизни.
В 1832 году Флоран приобрёл имение Гранси, куда семья переехала во время эпидемии холеры. В Гранси Фердинанд совратил посудомойку Клеманс и с тех пор желал познавать удовольствия подобного рода снова и снова. Однако через несколько лет он женился на Теодорине Бизью, и в его характере произошла перемена. Луи вскоре также женился на Лоре Эрто. Сын Фердинанда и Теодорины, Викторен, был на время отдан кормилице в деревню и там вместе со своим молочным братом заболел крупом, от которого последний умер.
Тем временем Флоран стал обладателем нескольких земельных участков в посёлке Монсо, и во время восстания 1845 года вся его семья временно проживала там. Через несколько лет, уже после смерти Флорана, цена участков возросла, и состояние Буссарделей увеличилось.
В 1854 году Викторена, росшего ленивым, злобным и неспособным к учёбе, отец отправил в школу для трудновоспитуемых подростков в Жавеле. В двадцать два с половиной года он с трудом получил аттестат зрелости, и родители решили женить его на Амели, дочери графа Клапье. Несмотря на грубое отношение Викторена к Амели, у них родилось пятеро детей. В няньки к своему среднему сыну Фердинанду Амели наняла Аглаю Дюбо, жену слуги Викторена. Узнав о любовной связи Викторена и Аглаи, Амели уволила няньку и решила развестись с мужем, однако изменила своё решение после активного вмешательства Фердинанда-старшего.
Во время своей болезни Аделина рассказала Амели, которая за ней ухаживала, о своих подозрениях, что Викторен — не сын Фердинанда, а настоящий его сын умер в раннем детстве от крупа. Даже убедившись в том, что подозрения истинны, Амели сохранила тайну и поместила Аделину в заведение для сумасшедших. Затем она снова наняла на работу Аглаю и поручила ей поиск горничных для мужа, чтобы сплетни о Викторене не распространялись за пределами дома. Кроме того, Амели женила своих сыновей на их «двоюродных сёстрах», чтобы состояние Буссарделей оставалось в семье.
В 1902 году, в день рождения своей внучки Агнессы, Викторен умер при посещении публичного дома, но Аглая помогла Амели скрыть этот факт. Разросшаяся семья продолжала процветать.

## Персонажи
В данный список включены только персонажи романа «Семья Буссардель», но не персонажи других романов цикла о Буссарделях.
- Флоран Буссардель — родоначальник парижской ветви семьи Буссарделей, сын таможенного чиновника, биржевой маклер
- Лидия Буссардель (урождённая Флуэ) — жена Флорана Буссарделя, умерла при родах
  - Аделина (Лилина) Буссардель — старшая дочь Флорана Буссарделя, религиозная старая дева, крёстная мать Викторена Буссарделя
  - Жюли Миньон (урождённая Буссардель) — вторая дочь Флорана Буссарделя
  - Феликс Миньон — сын одного из пайщиков компании по продаже земельных участков, муж Жюли Буссардель
  - Фердинанд Буссардель — сын Флорана Буссарделя, старший из близнецов, биржевой маклер
  - Теодорина Буссардель (урождённая Бизью) — дочь владельца прядильной мануфактуры, жена Фердинанда Буссарделя
    - Флоранс Буссардель — старшая дочь Фердинанда Буссарделя
    - Викторен Буссардель — сын Фердинанда Буссарделя (впоследствии выясняется, что на самом деле Викторен — сын кормилицы Туанон Мальфосс). Умер от сердечного приступа при посещении публичного дома
    - Амели Буссардель (урождённая Клапье) — жена Викторена Буссарделя
      - Теодор Буссардель — старший сын Викторена Буссарделя
      - Эмма Буссардель — дочь Викторена Буссарделя
      - Фердинанд Буссардель — сын Викторена Буссарделя
        - Агнесса Буссардель — дочь Фердинанда Буссарделя

      - Луиза Буссардель — дочь Викторена Буссарделя
      - Берта Буссардель — дочь Викторена Буссарделя, умерла от дифтерита

    - Эдгар Буссардель — сын Фердинанда Буссарделя, умер от чахотки
    - Каролина Буссардель (урождённая Одимар) — дочь председателя правления акционерного общества Орлеанской железной дороги, жена Эдгара Буссарделя
      - Ксавье Буссардель — сын Эдгара Буссарделя

    - Амори Буссардель — сын Фердинанда Буссарделя, художник
    - Луиза Буссардель — дочь Фердинанда Буссарделя
    - Ноэми Гулью (урождённая Буссардель) — дочь Фердинанда Буссарделя
      - Мари Буссардель (урождённая Гулью) — дочь Ноэми Буссардель, жена Фердинанда Буссарделя-младшего

  - Луи Буссардель — сын Флорана Буссарделя, младший из близнецов, нотариус
  - Лора Буссардель (урождённая Эрто) — дочь судебного следователя, жена Луи Буссарделя
    - Оскар Буссардель — сын Луи Буссарделя
      - Жюльен Буссардель — сын Оскара Буссарделя
- Батистина — няня в семье Буссардель
- Рамело — соседка, впоследствии экономка семьи Буссардель, свидетельница революции 1789 года
- Жозефа (Зефа) Браншу — служанка семьи Буссардель
- Эжен Мориссон — репетитор Фердинанда и Луи
- Клеманс Мориссон (урождённая Блондо) — судомойка Буссарделей, совращённая Фердинандом, впоследствии жена Эжена Мориссона, умерла от рака
- Патрико — двоюродная бабка и крёстная мать Амели Буссардель
- Ахилл Клапье — брат Амели Буссардель
- Леония (Лионетта) Клапье — жена Ахилла Клапье, невестка Амели Буссардель
- Аглая Дюбо — няня в семье Буссардель, любовница Викторена Буссарделя

## Критика
Согласно Ю. Уварову, в романе «Семья Буссардель» Эриа прослеживает становление современной ему буржуазной семьи как социального явления, задаётся целью изучить «происхождение пороков современной французской буржуазии, вскрыть их корни, уходящие в прошлое столетие». Уваров рассматривает философию «буссарделизма» как французский вариант «форсайтизма».

## Награды и номинации
| Год  | Награда                                      | Категория    | Результат |
| ---- | -------------------------------------------- | ------------ | --------- |
| 1947 | Большая премия Французской академии за роман | Лучший роман | Победа    |

## Экранизации
Цикл романов о семье Буссардель был экранизирован в 1972 году в виде мини-сериала «Буссардели» (фр. Les Boussardel), состоящего из пяти серий.

## Переводы
Роман был издан на русском языке в переводе Наталии Немчиновой в 1961 году Издательством иностранной литературы и переиздан в 1965 году издательством «Мир» и в 1992 году издательством «Корра». Остальные книги цикла издавались в переводе Надежды Жарковой и Бориса Песиса.